# 平田曾我山古墳
平田曾我山古墳（日语：／ Hiratasogayamakofun）是位於日本高知縣宿毛市平田町戶內的一座前方後圓墳，為宿毛市指定史跡，是目前為止高知縣唯一一座前方後圓墳，亦是縣內最大規模的古墳，但是現在只殘存很少部分。

## 概要
古墳建於平田川左岸，標高約20米的丘陵上，其對岸是建於古墳時代前期直徑約18米的兩座圓墳，叫作高岡山古墳群，與本古墳統稱為平田古墳群。
1948年，古墳由於在興建平田中學校期間出土了銅境而被發現，以前在稱為曾我山的丘陵上建有曾我神杜，其社殿東面曾經存在圓型土丘，但是由於未被當成是古墳，留意到的時候発見其圓丘已經被大幅削去，建築工程亦破壞了墓室，雖然墳丘原本規模不明，但是推測長110米，有些說法則認為是60米），可能建於古墳時代中期（5世紀前半左右）。古墳在平田古墳群次於高岡山1號墳和二號墳建成，其後變遷也不明。
關於古墳入葬者，由於古墳位處於以前波多國造領域的高知縣西部，因此推測為初代波多國造天韓襲命。另外由於古墳形成的時期早於都佐國造領域的高知縣中部和東部的古墳，因此代表幡多地域更早臣服於大和王權。
1957年7月27日，古墳域獲指定為宿毛市指定史跡，出土文物則獲指定為宿毛市指定文物。現在古墳只殘餘墳丘。

## 出土文物
古墳的出土文物有銅鏡兩面，分為獸形鏡和獸首鏡，在中學建築工程中碎掉。獸形鏡直徑為10.4厘米，為參考中國製鏡而成的仿製鏡。獸首鏡直徑約為15厘米的史陸製鏡，可能是東漢時的製品。古墳亦出土了鐵劍數件，有兩刃的劍或單刃的劍，由於有腐蝕，原本的形狀不明。另外古墳也出土了不少土師器，由於多為碎片，估計是古墳建造時作祭祀用途る，但是未有發現須惠器。

## 文物

### 宿毛市指定文物
- 保護有形文化財
  - 平田曾我山古墳出土文物，藏於宿毛市中央公民館。1957年7月27日指定[1]。
- 史跡
  - 平田曾我山古墳，1957年7月27日指定[1]。

## 外部連結
- 平田曽我山古墳 （页面存档备份，存于）